# Черноморский флот ВМФ СССР
Краснознамённый Черноморский флот ВМФ СССР — оперативно-стратегическое объединение ВМФ СССР на Чёрном море. Стал преемником Черноморского флота Российской империи и просуществовал вплоть до распада СССР. Активно участвовал в боевых действиях Великой Отечественной войны с июня 1941 по сентябрь 1944 года. Во время Холодной войны и серии арабо-израильских войн обеспечивал присутствие морских сил ВМФ СССР в Средиземном море, Индийском и Атлантическом океанах. После распада СССР в ходе сложных переговоров 1991-1997 годов был разделён на Краснознамённый Черноморский флот ВМФ России и Военно-морские силы Украины (ВМС Грузии кораблей из состава ЧФ СССР не передавалось, однако часть советских боевых катеров была впоследствии передана Грузии Украиной).
Награждён орденом Красного Знамени (1965).

## История

### Октябрьская революцияиГражданская война
16 декабря 1917 года в Севастополе был создан Военно-революционный комитет, который взял власть в свои руки.
Моряки флота приняли активное участие в революционных событиях 1917 года и Гражданской войне — в составе Азовской, Волжской и Днепровской военных флотилий и на сухопутных фронтах. С помощью моряков-черноморцев в январе 1918 Советская власть была установлена в Феодосии, Керчи, Евпатории, Ялте, Одессе, Ростове.
В связи с оккупацией германо-австрийскими войсками Украины и Крыма после подписания Брестского мира советское правительство отдало указание о перебазировании Черноморского флота в Новороссийск. В начале мая 1918 года 18 боевых кораблей перешли в Новороссийск: два линкора («Свободная Россия» и «Воля»), десять турбинных эсминцев типа «Новик», шесть миноносцев-угольщиков устаревших типов. Тем не менее, в виду угрозы их захвата германскими интервентами, появившимися на Тамани и неукомплектованностью личным составом экипажей кораблей (особенно офицерским составом), 18 июня 1 линкор, 9 эсминцев и другие суда по приказу В .И. Ленина были затоплены в районе Новороссийска и Туапсе:

Ввиду безвыходности положения, доказанной высшими военными авторитетами, флот уничтожить немедленно. 
Пред. СНК В. Ульянов (Ленин)

Ключевую роль в перебазировании флота и выполнении приказа о его потоплении сыграл командир эсминца «Керчь» В. А. Кукель. Оставшиеся в Севастополе корабли были захвачены германскими войсками, часть была введена в строй и использовалась немцами, как часть германских сил на Чёрном море (кроме того, в Севастополь пришли немецкие субмарины). После ухода немцев некоторое время часть боеспособных кораблей контролировали местные белогвардейские части, однако, после прихода флота Антанты, англичане и французы захватили наиболее мощные эсминцы, дредноут, тральщики и германские субмарины, многие эсминцы и подлодки были взорваны или затоплены, у броненосцев и крейсеров были взорваны машинные отделения. Белогвардейцы сумели заполучить в своё распоряжение только старый крейсер «Кагул», несколько изношенных эсминцев и тральщиков, и субмарину «Утка». Позже в их распоряжение попали несколько других кораблей, включая канонерские лодки.
В мае 1919 года Советская власть в Крыму была восстановлена, но, вскоре, Крым был занят войсками ВСЮР генерала А. И. Деникина. Во главе с генералом Я. А. Слащёвым, при поддержке крейсера «Кагул» и боевых кораблей стран Антанты белогвардейцы получили в распоряжение несколько боевых кораблей бывшего Черноморского флота. В 1919 году в Новороссийске создается Белый Черноморский флот под командованием ВСЮР. В 1920 году Антанта вернула ВСЮР многие современные корабли, захваченные Антантой у немцев, однако подготовленных экипажей не хватало и корабли использовались периодически небольшими группами. Черноморский флот был перебазирован в Севастополь. К 1920 году он уже насчитывал свыше 130 кораблей.
В ноябре 1920 года при Крымской эвакуации Русской армии П. Н. Врангеля корабли и суда Черноморского флота и торговые суда (общим числом свыше 150) ушли в Константинополь, откуда часть флота, реорганизованная 21 ноября 1920 года в Русскую эскадру была переведена в порт Бизерту (Тунис). Торговые и вспомогательные корабли Черноморского флота и часть тральщиков и канонерок, несмотря на сопротивление части экипажей, были проданы частным итальянским и французским фирмам. Оставшиеся к 1924 году в Бизерте боевые корабли были в плохом состоянии, кроме того, за их возвращение французы требовали признания долгов Российской империи от Советской России. В результате, корабли отправили на слом.

В мае 1920 года в составе Рабоче-Крестьянского Красного Флота были образованы Морские силы Чёрного и Азовского морей, которые участвовали в боевых действиях против Белого Черноморского флота.

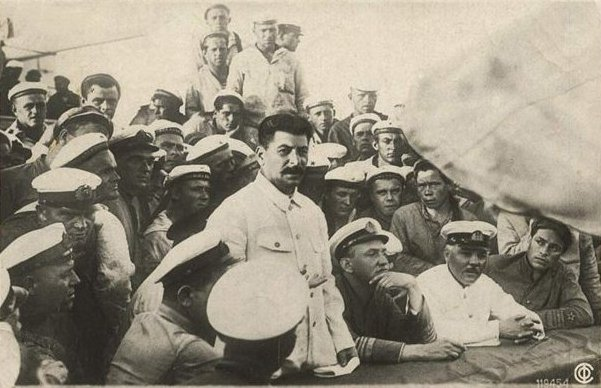
И. В. Сталин, К. Е. Ворошилов с моряками крейсера Червона Украина. Крымское побережье у села Мухалатка.

### Восстановление и реконструкция флота
В 1921 году было принято решение о восстановлении Черноморского флота на основе МС Черного и Азовского морей.
После всех потерь Действующий отряд МСЧиАМ осенью 1922 года составлял: 2 эсминца, 5 канонерских лодок, 2 подводные лодки, 2 минных заградителя, 14 тральщиков.
Так, в 1920-1921 годах были достроены заложенные во время Первой мировой войны на николаевских верфях в качестве десантных транспортов канонерские лодки типа  «Эльпидифор»: «Красная Абхазия», «Красный Аджаристан», «Красная Грузия» и «Красный Крым». 

Черноморский Красный флот на маневрах, 1930 год, Фотохроника ТАСС

Несколько десятков боевых кораблей было подняты силами Экспедиции подводных работ особого назначения. Часть из них были признаны неремонтопригодными и разделаны не металл, часть использовалась как источник машин и механизмов , часть после ремонта и перевооружения вошли в строй например: миноносец «Калиакрия» (с 24 ноября 1926 года — «Дзержинский»), подводная лодка АГ-21 «Металли́ст» и другие.
А к 7 ноября 1923 года капитально отремонтирован и вновь введен в боевой состав флота бронепалубный крейсер «Коминтерн» (до 31 декабря 1922 года — «Кагул»).
Летом 1924 года под руководством М. В. Викторова МСЧиАМ провели учения, на флагмане присутствовал начальник штаба РККА М. В. Фрунзе.
Проводились визиты боевых кораблей флота в порты дружественных на тот момент стран - кемалистской Турции и фашистской Италии. Отряды турецких кораблей также посещали главную базу флота. Основным противником на театре в этот период считался британских флот.
К 1928 году восстановление флота было в основном закончено, и началась его техническая реконструкция. Флот был усилен за счёт боевых кораблей, переведённых с Балтики, линейного корабля "Парижская коммуна" и крейсера "Профинтерн". Совершив визит в Италию 18 января 1930 года они прибыли на главную базу. В 1929—1937 годах Черноморский флот получил несколько сотен новых боевых единиц, в основном малотоннажных. Были созданы ВВС флота, береговая оборона, система ПВО.
Постановлением ЦИК и СНК от 11 января 1935 был вновь восстановлен Краснознамёный Черноморский флот с приданием статуса равного военному округу.
Во время Гражданской войны в Испании флот направил на помощь ресубликанцам добровольцев: командный состав в группу советников под руководством главного советника, капитана 1-го ранга Н. Г. Кузнецова. При этом подводники и авиаторы черноморцы непосредственно участвовали в боях. Н. А. Остряков на СБ-2 по ошибке бомбил и повредил формально нейтральный тяжёлый крейсер "Дойчланд", подводник А. И. Бурмистров за походы в двух командировках в Испанию стал первым подводником черноморцем Героем Советского Союза.

Руководство и значительная часть командного и начальствующего состава флота были репрессированы во время массовых репрессий, что неблагоприятно сказалось на уровне его боевой подготовки. Уволено по политическим мотивам в это время было 1017 командиров и начальников ЧФ (свыше 28 % от численности комначсостава флота, наиболее сильно пострадал старший комначсостав), впоследствии из них восстановлено на флоте менее 25 %. Образовавшийся некомплект комначсостава не был устранён даже к 22 июня 1941 года.
Эскадра Черноморского флота была создана 23 июня 1939 года приказом народного комиссара ВМФ СССР № 303. На момент создания в её состав были включены: линейный корабль «Парижская Коммуна», крейсера «Красный Кавказ», «Червона Украина», «Красный Крым», 1-я и 2-я бригады эскадренных миноносцев Черноморского флота — всего 15 кораблей 1-го ранга. 

Моряки наблюдают за приближением вражеских самолетов, 1942 год, Фотохроника ТАСС

### Великая Отечественная война
К началу Великой Отечественной войны на Чёрном море был создан хорошо оснащенный по тому времени флот в составе 1 линкора, 5 крейсеров, 3 лидеров и 14 эсминцев, 47 подводных лодок, 2 бригад торпедных катеров, нескольких дивизионов тральщиков, сторожевых и противолодочных катеров, ВВС флота (св. 600 самолётов) и сильной береговой обороны.

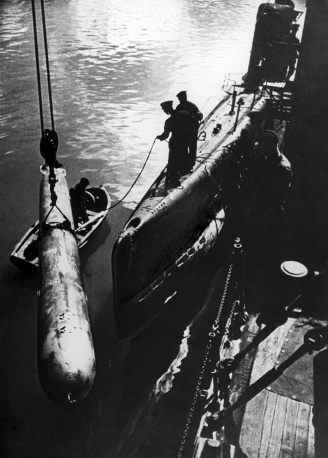
Экипаж подводной лодки М-117 загружает с плавбазы «Эльбрус» торпеды перед выходом на боевую операцию, 1943 год

В состав Черноморского флота входили Дунайская военная флотилия (до ноября 1941) и созданная в июле 1941 Азовская военная флотилии.
Высокая боевая готовность Черноморского флота сорвала попытки вывести из строя его основные силы в первые же дни войны силами авиации и путём установки донных мин в главной базе флота. Авиация Черноморского флота нанесла ответные удары по Констанце, Сулине, Плоешти.
В ходе войны флот оборонял базы и побережье, защищал свои коммуникации, действовал на коммуникациях противника, наносил артиллерийские и авиаудары по его береговым объектам.
Флот участвовал в обороне Одессы (1941) и Севастополя (1941—1942); командующий флотом возглавлял Севастопольский оборонительный район.
Важное значение имела крупнейшая Керченско-Феодосийская десантная операция декабря 1941— января 1942.
В 1942—1943 Черноморский флот участвовал в битве за Кавказ. Подводные лодки из Батуми и Поти совершали 600-мильные переходы для действий на коммуникациях противника, надводные силы, авиация и морская пехота сражались за Новороссийск и в районе Туапсе.
За годы войны Черноморский флот (не считая действия входивших в его состав флотилий) высадил 13 десантов. Героическими страницами в истории Черноморского флота стали десанты в районе Южной Озерейки и Станички (в районе Мысхако) в феврале 1943, оборона «Малой земли», Новороссийская десантная операция 1943, Керченско-Эльтигенская десантная операция 1943.
Корабли и части Черноморского флота участвовали в освобождении Крыма, Николаева, Одессы, в Ясско-Кишинёвской операции 1944 года.
Азовская военная флотилия, находившаяся в составе Черноморского флота, своими действиями по поддержке сухопутных войск участвовала в освобождении портов Азовского моря. Дунайская военная флотилия, также входившая в состав Черноморского флота, прошла с боями от низовьев Дуная до Вены.

### Послевоенные годы
Боевые действия на Чёрном море завершились с занятием последних неприятельских военно-морских баз в Румынии и в Болгарии в сентябре 1944 года. Обе эти страны перешли на сторону антигитлеровской коалиции, персонал германских ВМС затопил свои корабли в Варне (свыше 90 вымпелов) и сухопутным путём успел покинуть Болгарию до прихода туда советских войск.
Большие потери флота в корабельном составе после войны в какой-то мере возмещались путём репараций за счет итальянского флота (1 линкор, 2 эсминца, другие корабли и катера) и румынского флота (4 эсминца, 4 подводные лодки). К началу 1950-х годов началось поступление на флот новых кораблей послевоенной постройки. В 1954 году флот вернул в Стамбуле представителям США ранее полученные по ленд-лизу 12 торпедных катеров и 26 катеров-охотников за подводными лодками.
Около 20 лет корабли Черноморского флота вели боевое траление на Чёрном море (в том числе в территориальных водах Болгарии и Румынии, а также в русле Дуная). Кроме того, отряд кораблей флота по просьбе правительства Албании в конце 1940-х годов провёл траление в её территориальных водах в Адриатическом море.
В послевоенные годы Черноморский флот претерпел коренную реорганизацию, пополнился новыми кораблями, другим вооружением и военной техникой, реактивной авиацией. С 1954 года (когда состоялся первый выход кораблей флота из Чёрного моря в Турцию) корабли ЧФ участвовали во многих длительных морских и океанских походах, несли боевую службу в Средиземном море и на Атлантике. В 1958—1961 годах действовал передовой пункт базирования флота в порту Влёра (Албания).
По состоянию на середине 1950-х годов Черноморский флот имел в своём составе:
Севастопольская, Одесская, Керченско-Феодосийская и Потийская военно-морские базы (в состав каждой ВМБ входили бригада кораблей охраны водного района, по дивизиону сторожевых кораблей, торпедных катеров, тральщиков и охотников за подводными лодками)
- Дунайская военная флотилия
- эскадра надводных кораблей Черноморского флота (5 крейсеров и 15 эсминцев)
- дивизия подводных лодок (25 подводных лодок)
- две отдельные бригады и дивизион подводных лодок
- дивизия торпедных катеров (40 единиц)
- дивизия кораблей охраны водного района
- военно-воздушные силы флота
- береговая оборона

В 1984—1992 годах флот был придан в оперативное подчинение Главного командования войск Юго-Западного направления.

### Распад СССР и раздел флота
Проблема статуса Черноморского флота, возникнув на межгосударственном уровне в конце 1991 — начале 1992 годов, сразу же привела к конфронтации и последовавшему затяжному кризису в российско-украинских отношениях.
24 августа 1991 года, то есть задолго до официального прекращения существования СССР, Украина, на основании принятого Верховным Советом «Акта провозглашения независимости», приступила к созданию суверенного независимого государства, гарантом безопасности и территориальной целостности которого должны были стать собственные вооружённые силы. В соответствии с постановлением Верховного Совета Украины «О воинских формированиях на Украине», принятым в тот же день, все воинские формирования, дислоцированные на её территории, были формально переподчинены Верховному Совету Украины. В октябре 1991 года Верховный Совет Украины принял решение о переподчинении Украине Черноморского флота.
30 декабря 1991 года в Минске состоялась встреча глав государств СНГ, в ходе которой страны — участницы СНГ подписали ряд документов по военным вопросам, в соответствии с которыми министерство обороны бывшего СССР подлежало ликвидации, а вместо него создавалось Главное командование Вооружённых сил СНГ. Государства СНГ получили право создавать собственные вооружённые силы на базе частей и подразделений ВС СССР, которые дислоцировались на территории этих государств, за исключением тех из них, которые признавались «стратегическими силами» и должны были остаться под объединённым командованием СНГ.
Несмотря на то, что Черноморский флот имел статус оперативно-стратегического объединения, который мог быть реализован лишь при сохранении единства его структуры, политическое руководство Украины трактовало минские соглашения по-иному и фактически изначально взяло курс на раздел флота. С этим не могло согласиться руководство России, личный состав и командование Черноморского флота и в основном пророссийски настроенное население Крыма и Севастополя. Началось противостояние, продлившееся в общей сложности более пяти лет.
5 апреля 1992 года президент Украины Леонид Кравчук подписал указ «О переходе Черноморского флота в административное подчинение министерству обороны Украины». 7 апреля Президент Российской Федерации Борис Ельцин издал указ «О переходе под юрисдикцию Российской Федерации Черноморского флота». «Война указов» завершилась встречей двух президентов в Дагомысе. Оба президента отменили свои указы, было подписано соглашение о дальнейшем развитии межгосударственных отношений, в котором указывалось на необходимость продолжения переговорного процесса по созданию ВМФ России и ВМС Украины на базе Черноморского флота.
3 августа 1992 года состоялись российско-украинские переговоры на высшем уровне. Президенты России и Украины подписали соглашение о принципах формирования ВМФ России и ВМС Украины на базе Черноморского флота бывшего СССР, согласно которому Черноморский флот становится Объединённым флотом России и Украины с объединённым командованием, сохранявшим символику и атрибуты уже не существовавшего СССР. Процесс раздела флота проходил довольно болезненно — многие военнослужащие и их семьи были вынуждены покинуть Севастополь и сменить гражданство. Большую часть кораблей списали и продали на металлолом, закрылось множество предприятий, обслуживавших флот, тысячи севастопольцев остались без работы, город погрузился в жестокий экономический кризис. В то же время неопределённый статус флота продолжал оставаться источником трений между двумя государствами. Некоторые отмечают, что отношения военнослужащих украинского и российского флотов, оставались весьма напряжёнными, доходя порой до физического противостояния между ними. Есть мнение, что сложившаяся в 1993—1994 годах ситуация на полуострове находилась на грани вооружённого конфликта между странами.
Напряжённость удалось постепенно снизить подписанием двусторонних соглашений между Россией и Украиной, на основании которых произошёл раздел Черноморского флота СССР с созданием Черноморского флота России и ВМС Украины с раздельным базированием на территории Украины.
15 апреля 1994 года в Москве президенты России и Украины Борис Ельцин и Леонид Кравчук подписали Соглашение о поэтапном урегулировании проблемы Черноморского флота, в соответствии с которым ВМС Украины и Черноморский флот РФ базируются раздельно.
9 июня 1995 года президенты России и Украины Борис Ельцин и Леонид Кучма подписали Соглашение о раздельном базировании российского Черноморского флота России и Военно-морских сил Украины.
28 мая 1997 года главы правительств России и Украины подписали в Киеве три соглашения по Черноморскому флоту (ЧФ):
- Соглашение между Российской Федерацией и Украиной о параметрах раздела Черноморского флота;
- Соглашение между Российской Федерацией и Украиной о статусе и условиях пребывания Черноморского флота Российской Федерации на территории Украины;
- Соглашение между Правительством Российской Федерации и Правительством Украины о взаиморасчётах, связанных с разделом Черноморского флота и пребыванием Черноморского флота Российской Федерации на территории Украины[15].

Украина согласилась передать РФ большую часть Черноморского флота, оставив себе 18% кораблей. В 2014 году контроль над севастопольской военной базой позволил России в течение нескольких дней захватить Крым.
Процесс раздела наследства бывшего Краснознамённого Черноморского флота СССР и окончательного формирования на его базе Военно-морских сил Украины и Черноморского флота Российской Федерации в основном завершился к 2000 году. К этому времени была также формально разрешена проблема статуса Севастополя как основной военно-морской базы двух флотов на Чёрном море.
Примечательна судьба советского тяжёлого авианесущего крейсера «Адмирал Флота Советского Союза Кузнецов»: он был достроен к 1989 году; в декабре 1991 года ввиду своего неопределённого статуса прибыл из Чёрного моря и присоединился к российскому Краснознамённому Северному флоту, в составе которого остаётся по сей день. При этом часть самолётов и лётчиков палубной авиации остались на Украине, повторное укомплектование произошло только в 1998 году.
2 февраля подводная лодка Б-177 с экипажем Б-808 вышла в море с официальной целью «учения», но вместо этого перешла на Северный флот.
Строившийся одновременно с ТАВКР «Адмирал Флота Советского Союза Кузнецов» и однотипный ему тяжёлый авианесущий крейсер «Варяг» к моменту распада СССР находился на 85-процентной готовности и позднее был продан Украиной КНР.

## Командующие флотом
- 18 июля — 13 декабря 1917 контр-адмирал Немитц, Александр Васильевич
- декабрь 1917 — июнь 1918 контр-адмирал Саблин, Михаил Павлович
- 4 — 17 июня 1918 контр-адмирал Тихменев, Александр Иванович (врид)
- март — август 1919 Шейковский, Александр Иванович
- март — июнь 1920 Измайлов, Николай Фёдорович (начальник Морских и речных сил Юго-Западного фронта)
- июнь — декабрь 1920 Домбровский, Алексей Владимирович (в 1920—1921 начальники Морских сил Черного и Азовского морей)
- декабрь 1920 — ноябрь 1921 Панцержанский, Эдуард Самуилович
- ноябрь 1921 — июль 1922 Максимов, Андрей Семёнович (в 1921—1935 начальники Морских сил Черного моря)
- июль 1922 — май 1924 Векман, Александр Карлович
- май — декабрь 1924 Викторов, Михаил Владимирович
- декабрь 1924 — октябрь 1926 Панцержанский, Эдуард Самуилович
- ноябрь 1926 — июнь 1931 Орлов, Владимир Митрофанович
- июль 1931 — 15 августа 1937 флагман флота 2-го ранга (с 1935) Кожанов, Иван Кузьмич
- 15 августа — 30 декабря 1937 флагман флота 2-го ранга Смирнов-Светловский, Пётр Иванович
- январь 1938 — март 1939 флагман 2-го ранга Юмашев, Иван Степанович (врид)
- 25 марта 1939 — 23 апреля 1943 флагман флота 2-го ранга, с 1941 вице-адмирал Октябрьский, Филипп Сергеевич
- 24 апреля 1943 — 10 марта 1944 вице-адмирал Владимирский, Лев Анатольевич
- 10 — 28 марта 1944 вице-адмирал Басистый, Николай Ефремович (врио)
- 28 марта 1944 — 18 ноября 1948 адмирал Октябрьский, Филипп Сергеевич
- январь — апрель 1945 года вице-адмирал Басистый, Николай Ефремович (врио)
- 18 ноября 1948 — 2 августа 1951 вице-адмирал, с 1949 адмирал Басистый, Николай Ефремович
- 2 августа 1951 — 12 июля 1955 вице-адмирал, с 1943 адмирал Горшков, Сергей Георгиевич
- 12 июля — 8 декабря 1955 вице-адмирал Пархоменко, Виктор Александрович
- 8 — 15 декабря 1955 адмирал Андреев, Владимир Александрович (врио)
- 15 декабря 1955 — 3 февраля 1962 адмирал Касатонов, Владимир Афанасьевич
- 3 февраля 1962 — 9 декабря 1968 вице-адмирал, с 1964 адмирал Чурсин, Серафим Евгеньевич
- 9 декабря 1968 — 7 марта 1974 вице-адмирал, с 1970 адмирал Сысоев, Виктор Сергеевич
- 7 марта 1974 — 22 апреля 1983 вице-адмирал, с 1976 адмирал Ховрин, Николай Иванович
- 22 апреля 1983 — 26 июля 1985 вице-адмирал, с 1983 адмирал Калинин, Алексей Михайлович
- 26 июля 1985 — 14 сентября 1991 вице-адмирал, с 1986 адмирал Хронопуло, Михаил Николаевич
- 14 сентября 1991 — 26 сентября 1992 вице-адмирал Касатонов, Игорь Владимирович

## Комиссары, члены Военного Совета
- 18 ноября 1917 — 1 марта 1918 Роменец, Василий Власьевич
- 2 марта — 6 апреля 1918 Спиро, Вильям Бернгардович
- 14 мая — 18 июня 1918 Глебов-Авилов, Николай Павлович
- 8 мая — 21 октября 1920 Баранов, Алексей Васильевич
- 27 ноября 1920 — 13 мая 1921 Лудри, Иван Мартынович
- май 1921 — июль 1922 Шор И. И.
- 1922 — 1923 Богданов, Михаил Сергеевич
- июль 1922 — январь 1923 Зосимов, Андриан Григорьевич (второй член Реввоенсовета флота)
- январь 1923 — 1924 Анскин А. Я.
- январь 1923 — январь 1926 Киреев, Григорий Петрович
- ноябрь 1925 — октябрь 1927 Дуплицкий, Дмитрий Сергеевич
- октябрь 1927 — ноябрь 1930 Окунев, Григорий Сергеевич
- ноябрь 1932 — август 1937 армейский комиссар 2-го ранга Гугин, Григорий Иванович
- август — ноябрь 1937 дивизионный комиссар Земсков, Сергей Иванович
- 1937 — 1938 дивизионный комиссар Фельдман, Пётр Максимович (врид)
- январь — сентябрь 1938 дивизионный комиссар Мезенцев, Фёдор Сергеевич
- сентябрь 1938 — июнь 1939 дивизионный комиссар Морозов, Сергей Дмитриевич
- июнь — ноябрь 1939 бригадный комиссар Никитин, Василий Андреевич
- ноябрь 1939 — апрель 1940 бригадный комиссар Муравьёв, Анатолий Алексеевич
- 4 мая 1940 — 28 декабря 1943 бригадный комиссар, с 1941 дивизионный комиссар, с 1942 контр-адмирал Кулаков, Николай Михайлович
- октябрь 1941 — март 1943 дивизионный комиссар, с 1942 контр-адмирал Азаров, Илья Ильич (второй член Военного совета флота)
- 28 декабря 1943 — 11 февраля 1944 генерал-лейтенант береговой службы Рогов, Иван Васильевич (врио)
- февраль 1944 — май 1947 вице-адмирал Азаров, Илья Ильич
- май 1947 — ноябрь 1950 контр-адмирал Бондаренко, Пётр Тихонович
- апрель 1950 — декабрь 1955 вице-адмирал Кулаков, Николай Михайлович
- декабрь 1955 — апрель 1957 генерал-лейтенант Быстриков, Григорий Федотович
- апрель 1957 — февраль 1966 генерал-майор, с 1958 вице-адмирал Торик, Николай Антонович
- 5 февраля 1966 — 5 мая 1975 контр-адмирал, с 1970 вице-адмирал Руднев, Иван Семёнович
- 5 мая 1975 — 2 февраля 1981 контр-адмирал, с 1976 вице-адмирал Медведев, Павел Николаевич
- 2 января 1981 — 25 декабря 1985 контр-адмирал, с 1983 вице-адмирал Лихвонин, Рудольф Николаевич
- 25 декабря 1985 — август 1991 контр-адмирал, с 1987 вице-адмирал Некрасов, Владилен Петрович

## Начальники штаба флота
- июль — декабрь 1917 контр-адмирал Саблин, Михаил Павлович
- декабрь 1917 — апрель 1918 капитан 1-го ранга Нищенков, Алексей Аркадьевич (врио)
- май — июль 1918 капитан 1-го ранга Лебединский, Алексей Ильич (врио)
- апрель — июнь 1919 капитан 1-го ранга Тягин, Борис Евстафьевич
- март — июнь 1920 Кондратьев А. А.
- июнь — октябрь 1920 Сполатбог, Александр Николаевич
- октябрь — ноябрь 1920 Иванов В. М.
- ноябрь 1920 — декабрь 1924 Рыбалтовский, Владимир Юльевич
- декабрь 1924 — март 1928 Степанов, Георгий Андреевич
- ноябрь 1925 — апрель 1926 Потапенко Г. С. (врид)
- март 1928 — май 1930 Виноградский, Георгий Георгиевич
- май — ноябрь 1930 Лудри, Иван Мартынович
- ноябрь 1930 — март 1935 Душенов, Константин Иванович
- март 1935 — май 1937 флагман 1-го ранга Боголепов, Виктор Платонович
- май — август 1937 флагман 2-го ранга[17] Калачёв, Владимир Петрович
- август 1937 — январь 1938 флагман 2-го ранга Юмашев, Иван Степанович
- январь — февраль 1938 капитан 2-го ранга Клитный, Гавриил Михайлович (врио)
- февраль 1938 — апрель 1941 флагман 1-го ранга, с 1940 контр-адмирал Харламов, Николай Михайлович
- декабрь 1938 — апрель 1939 капитан 2-го ранга Басистый, Николай Ефремович (врио)
- июнь 1941 — январь 1944 контр-адмирал Елисеев, Иван Дмитриевич
- февраль — декабрь 1944 контр-адмирал Голубев-Монаткин, Иван Фёдорович
- декабрь 1944 — ноябрь 1948 года вице-адмирал Басистый, Николай Ефремович
- ноябрь 1948 — август 1951 вице-адмирал Горшков, Сергей Георгиевич
- август 1951 — июль 1955 контр-адмирал, с 1953 вице-адмирал Пархоменко, Виктор Александрович
- июль 1955 — декабрь 1956 вице-адмирал Чурсин, Серафим Евгеньевич
- декабрь 1956 — июль 1960 вице-адмирал Олейник, Григорий Григорьевич
- июль 1960 — июль 1964 контр-адмирал Смирнов, Николай Иванович
- июль 1964 — апрель 1967 вице-адмирал Чернобай, Григорий Корнеевич
- апрель 1967 — январь 1971 контр-адмирал Мизин, Леонид Васильевич
- февраль 1971 — октябрь 1973 вице-адмирал Ямковой, Борис Ефремович
- октябрь 1973 — октябрь 1975 контр-адмирал Саакян, Владимир Христофорович
- октябрь 1975 — июль 1977 контр-адмирал Поникаровский, Валентин Николаевич
- июль 1977 — июнь 1980 вице-адмирал Акимов, Владимир Ильич
- июнь 1980 — сентябрь 1985 вице-адмирал Клитный, Николай Гаврилович
- сентябрь 1985 — декабрь 1989 вице-адмирал Селиванов, Валентин Егорович
- декабрь 1989 — октябрь 1992 вице-адмирал Гуринов, Георгий Николаевич

## Структурный состав Черноморского флота (по состоянию на 1989—1991 гг.)
- Штаб флота — г. Севастополь
- 14-я дивизия подводных лодок (Севастополь) в составе[18]:
  - 153-я бригада подводных лодок
  - 155-я бригада подводных лодок
  - 475-й дивизион полигонного обеспечения испытания морской техники и оружия, Феодосия
  - 131-й дивизион консервации подводных лодок, Одесса
- Севастопольская военно-морская база
  - 30-я дивизия противолодочных кораблей (Севастополь) в составе:
    - 11-я бригада противолодочных кораблей
    - 21-я бригада противолодочных кораблей
    - 70-я бригада противолодочных кораблей

  - 150-я Краснознамённая бригада ракетных кораблей (Севастополь)
  - 41-я бригада ракетных кораблей (Стрелецкая бухта, Севастополь)
  - 63-я бригада строящихся и ремонтируемых кораблей
  - 181-я бригада строящихся и ремонтируемых кораблей
  - 68-я бригада кораблей охраны водного района
- 39-я дивизия морских десантных сил
  - 197-я бригада десантных кораблей
  - 65-й дивизион эсминцев
- Аварийно-спасательная служба
  - 138-й дивизион аварийно-спасательной службы
  - 158-й дивизион аварийно-спасательной службы
  - 39-я аварийно-спасательная школа ВМФ
- Крымская военно-морская база (Донузлав)
  - 17-я бригада противолодочных кораблей;
  - 92-я бригада тральщиков;
  - 68-я бригада кораблей охраны водного района;
  - 197-я бригада десантных кораблей (в 1983 году переформирована в 39-ю дивизию морских десантных сил);
  - 296-й отдельный Констанцский дивизион ракетных катеров (с базированием на Черноморское);
  - 307-й дивизион кораблей охраны водного района;
  - 80-й дивизион кораблей резерва;
  - 47-й район гидрографической службы.
  - тыл базы;
- Феодосийская военно-морская база
  - 17-я бригада кораблей охраны водного района
  - 92-я бригада тральщиков
- Керченская военно-морская база (Керчь)
  - 141-я бригада кораблей охраны водного района
- Потийская военно-морская база (Поти, Грузинская ССР)
  - 184-я бригада кораблей охраны водного района
- Дунайская речная флотилия
- Служба тыла Черноморского флота
- 13-й судоремонтный завод
- Морская авиация Черноморского флота
- Гидрографическая служба Черноморского флота[19]
  - 176-й отдельный дивизион океанографических исследовательских судов
  - 422-й дивизион гидрографических судов
  - 11-я океанографическая экспедиция
  - 23-я океанографическая экспедиция
  - 20-й отряд обеспечения боевой службы флота
  - 47-й (Севастопольский) район Гидрографической службы
  - 46-й (Одесский) район Гидрографической службы
  - 60-й (Керченский) район Гидрографической службы
  - 55-й (Потийский) район Гидрографической службы
  - 156-й (Николаевский) участок Гидрографической службы
  - 262-й (Новороссийский) участок Гидрографической службы
  - 17-й (Таганрогский) участок Гидрографической службы
- Морские части погранвойск КГБ СССР
  - 5-я отдельная бригада ПСКР (Балаклава, КЗПО)
  - 6-я отдельная бригада ПСКР (Очамчира, КЗакПО)
  - 18-я отдельная бригада ПСКР (Одесса, КЗПО)
  - 21-я отдельная бригада ПСКР (Новороссийск, КЗакПО)
  - дивизион кораблей и катеров спецслужбы (Ялта, КЗПО)

## Корабельный состав Черноморского флота (по состоянию на 1989—1991 гг.)
| Тип                                             | Бортовой номер | Наименование         | В составе флота         | Современное состояние                     | Примечания |
| Крейсеры                                        | Крейсеры       | Крейсеры             | Крейсеры                | Крейсеры                                  | Крейсеры |
| ----------------------------------------------- | -------------- | -------------------- | ----------------------- | ----------------------------------------- | --- |
| Лёгкий крейсер проекта 68-У1                    | 101            | «Жданов»             | С 1 декабря 1961 года   | Исключён из состава ВМФ — 10 декабря 1989 | В 1991 году продан на слом в Индию                                                                                                |
| Лёгкий крейсер проекта 68А                      | 105            | «Михаил Кутузов»     | С 31 января 1955 года   | Исключён из состава ВМФ — 3 июля 1992     | 28 июля 2002 года, в День ВМФ, был открыт как корабль-музей в Новороссийске                                                       |
| Противолодочный крейсер проекта 1123            | 108            | «Москва»             | С 25 декабря 1967 года  | Исключён из состава ВМФ — 7 ноября 1996.  | Флагманский корабль . До 1996 г. состоял на службе ЧФ Россия. В 1997 году продан на слом в Индию                                  |
| Противолодочный крейсер проекта 1123            | 109            | «Ленинград»          | С 22 апреля 1969 года   | Исключён из состава ВМФ — 5 декабря 1992  | В 1995 году продан на слом в Индию                                                                                                |
| Ракетный крейсер проекта 58                     | 118            | «Адмирал Головко»    | С 22 января 1968 года   | Исключён из состава ВМФ — 11 ноября 2002  | До 2002 г. состоял на службе ЧФ Россия. Разделан на металл                                                                        |
| Ракетный крейсер проекта 1164                   | 126            | «Слава»              | С 30 января 1983 года   | Передан Россия 14.04.2022 затонул.        | Переименован в РКР «Москва». Являлся флагманом ЧФ Россия.                                                                         |
| Большие противолодочные корабли                 |                |                      |                         |                                           | |
| Большой противолодочный корабль проекта 1134-БФ | 701            | «Азов»               | С 19 февраля 1976 года  | Исключён из состава ВМФ — 2000            | До 2000 г. состоял на службе ЧФ Россия. Разделан на металл                                                                        |
| Большой противолодочный корабль проекта 61М     | 702            | «Сдержанный»         | С 30 декабря 1973 года  | Исключён из состава ВМФ — 29 мая 2001     | До 2001 г. состоял на службе ЧФ Россия как СКР. Разделан на металл                                                                |
| Большой противолодочный корабль проекта 61      | 703            | «Красный Крым»       | С 15 октября 1970 года  | Исключён из состава ВМФ — 11 февраля 1994 | До 1994 г. состоял на службе ЧФ Россия. В 1996 году продан на слом в Индию                                                        |
| Большой противолодочный корабль проекта 61      | 705            | «Скорый»             | С 31 октября 1972 года  | Исключён из состава ВМФ — 22 ноября 1997  | До 1997 г. состоял на службе ЧФ Россия. Разделан на металл                                                                        |
| Большой противолодочный корабль проекта 1134-Б  | 707            | «Очаков»             | С 28 ноября 1973 года   | Исключён из состава ВМФ — 20 августа 2011 | До 2011 г. состоял на службе ЧФ Россия. Затоплен российскими военными у входа в озеро Донузлав, для блокады кораблей ВМС Украины. |
| Большой противолодочный корабль проекта 61      | 708            | «Решительный»        | С 11 января 1968 года   | Исключён из состава ВМФ — 1 ноября 1989   | Разделан на металл |
| Большой противолодочный корабль проекта 61      | 710            | «Красный Кавказ»     | С 25 сентября 1967 года | Исключён из состава ВМФ — 1 мая 1998      | До 1998 г. состоял на службе ЧФ Россия. Разделан на металл                                                                        |
| Большой противолодочный корабль проекта 1134-Б  | 713            | «Керчь»              | С 25 декабря 1974 года  | Списан 25 января 2015                     | Сдан на слом в 2020 Россия |
| Большой противолодочный корабль проекта 61      | 714            | «Комсомолец Украины» | С 23 ноября 1964 года   | Исключён из состава ВМФ — 31 декабря 1992 | До 1992 г. состоял на службе ЧФ Россия. Разделан на металл                                                                        |
| Большой противолодочный корабль проекта 1134-Б  | 715            | «Николаев»           | С 8 февраля 1972 года   | Исключён из состава ВМФ — 31 декабря 1992 | До 1992 г. состоял на службе ЧФ Россия. В 1994 году продан на слом в Индию                                                        |
| Большой противолодочный корабль проекта 61Э     | 724            | «Проворный»          | С 22 января 1965 года   | Исключён из состава ВМФ — 31 декабря 1990 | Разделан на металл |
| Большой противолодочный корабль проекта 61М     | ?              | «Сметливый»          | С 21 октября 1969 года  | исключен из состава 27 августа 2020 года  | корабль-музей с 2020 года |
| Большой противолодочный корабль проекта 61      | ?              | «Сообразительный»    | С 23 ноября 1961 года   | Исключён из состава ВМФ — 3 июля 1992     | До 1992 г. состоял на службе ЧФ Россия. В 1994 году продан на слом в Индию                                                        |
| Эскадренные миноносцы                           |                |                      |                         |                                           | |
| Эскадренный миноносец проекта 31                | 743            | «Бесшумный»          | С 31 декабря 1951 года  | Исключён из состава ВМФ — в сентябре 1994 | До 1994 г. состоял на службе ЧФ Россия как учебное судно. Разделан на металл                                                      |
| Эскадренный миноносец проекта 56-М              | 243            | «Прозорливый»        | С 8 марта 1960 года     | Исключён из состава ВМФ — 24 июня 1991    | Разделан на металл |
| Эскадренный миноносец проекта 56-ЭМ             | 254            | «Бедовый»            | С 30 июля 1958 года     | Исключён из состава ВМФ — 25 апреля 1989  | В 1989 году продан на слом в Турцию                                                                                               |
| Эскадренный миноносец проекта 56-М              | ?              | «Неуловимый»         | С 7 апреля 1969 года    | Исключён из состава ВМФ — 19 апреля 1990  | В 1991 году продан на слом в Италию                                                                                               |

## Память

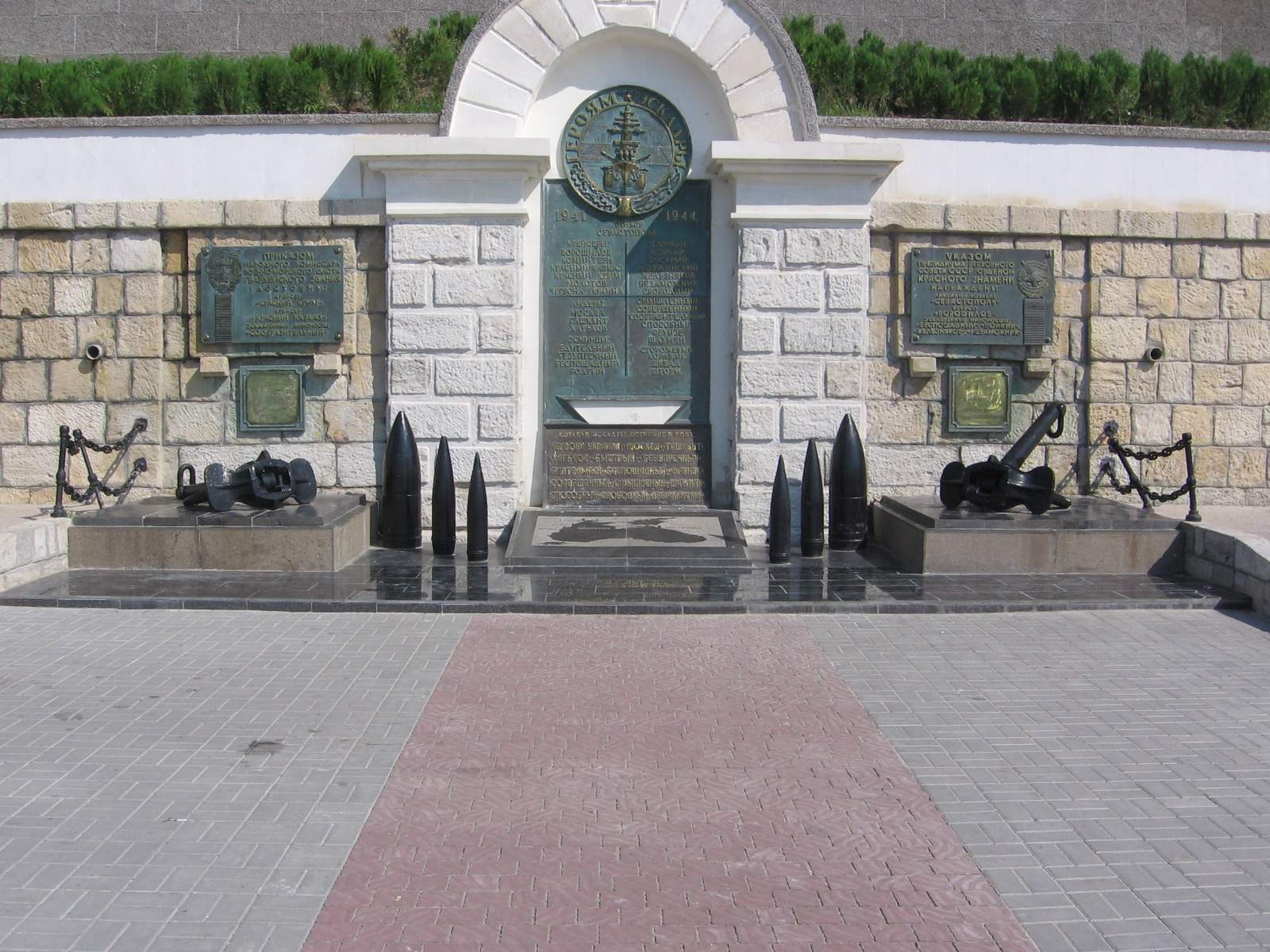
Памятник героям Черноморской эскадры 1941—1944 гг. в Севастополе с изображением флагмана, линкора «Севастополь», в центре сверху и списком 28 боевых кораблей, отличившихся в боях с немецко-фашистскими захватчиками
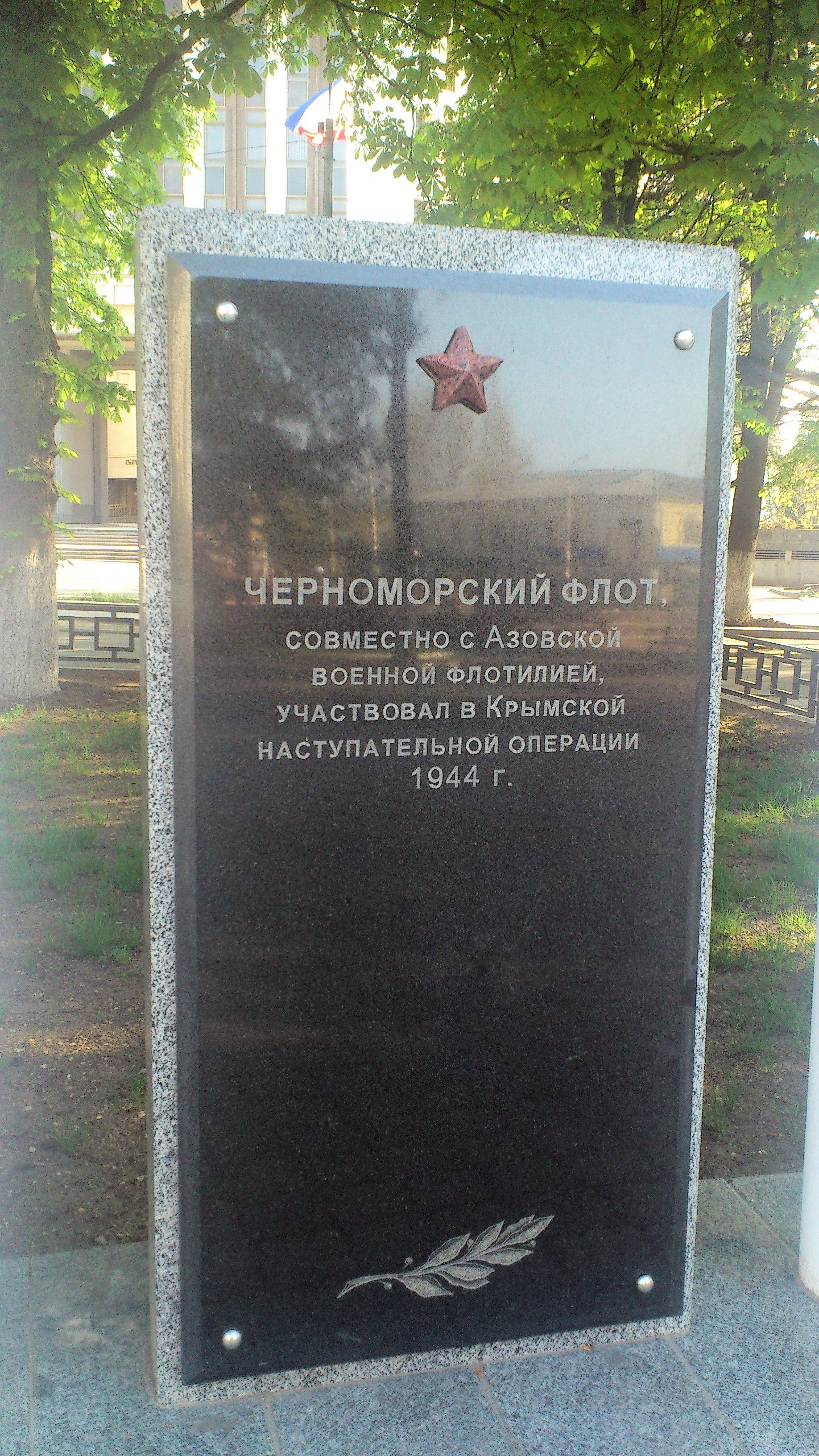
На мемориальной плите у танка-памятника освободителям Симферополя в сквере Победы в Симферополе